# Diego Medrano y Treviño
Diego Medrano y Treviño (Ciudad Real, 13 de noviembre de 1784 – Ciudad Real, 2 de julio de 1853) fue un militar español, político liberal, y ensayista técnico reformador.

## Biografía
Diego Medrano y Treviño nació en Ciudad Real el 13 de noviembre de 1784,En el seno de una familia noble y terrateniente siendo bautizado con los nombres de Diego, María, Serapio, el día 15 en la iglesia parroquial de Santa María del Prado y cuyo bautismo figura en el libro 22, folio 2.°, de aquel archivo.

### Ascendencia noble y militar

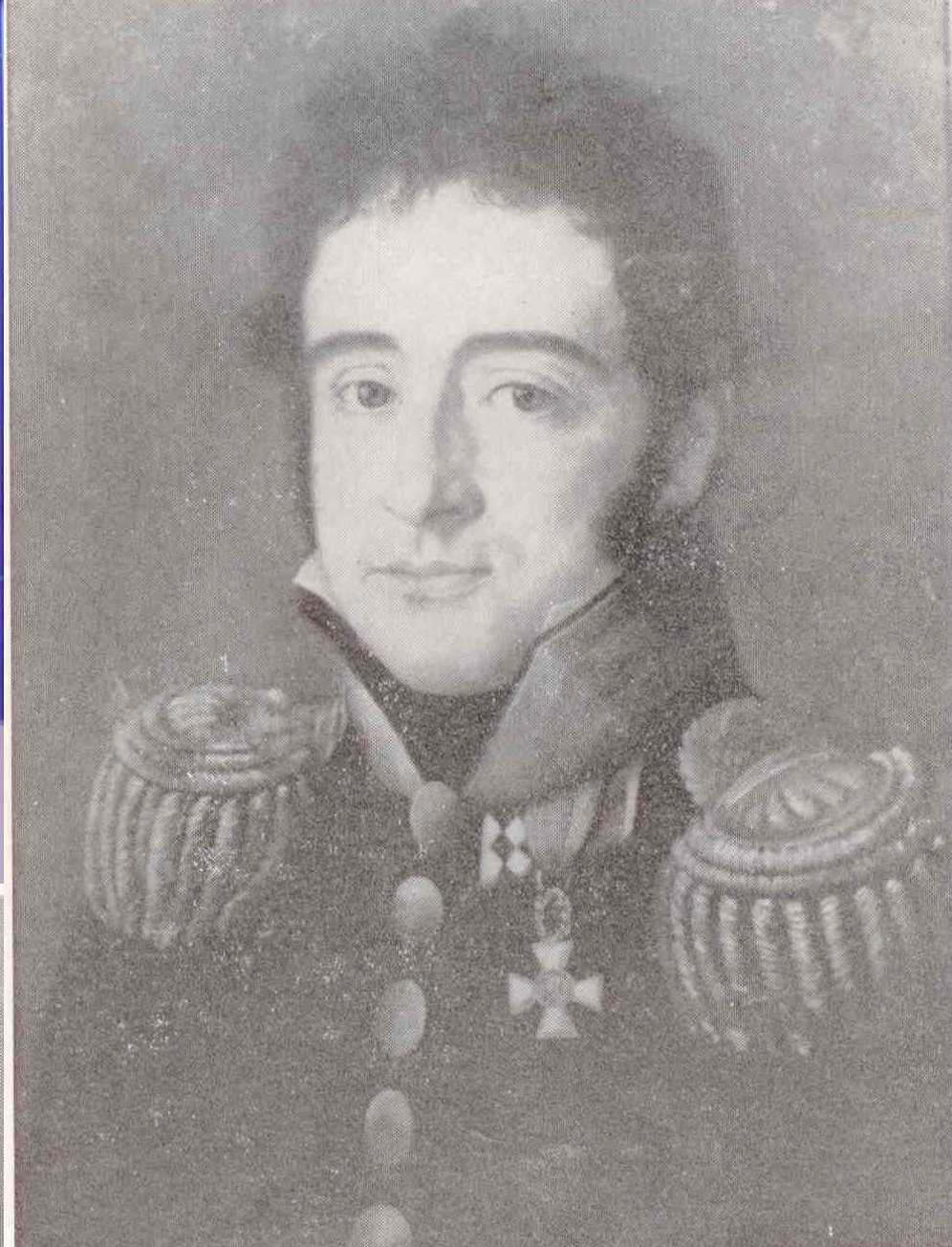
D. Diego Medrano y Treviño. Militar, político y ensayista. 1784-1853

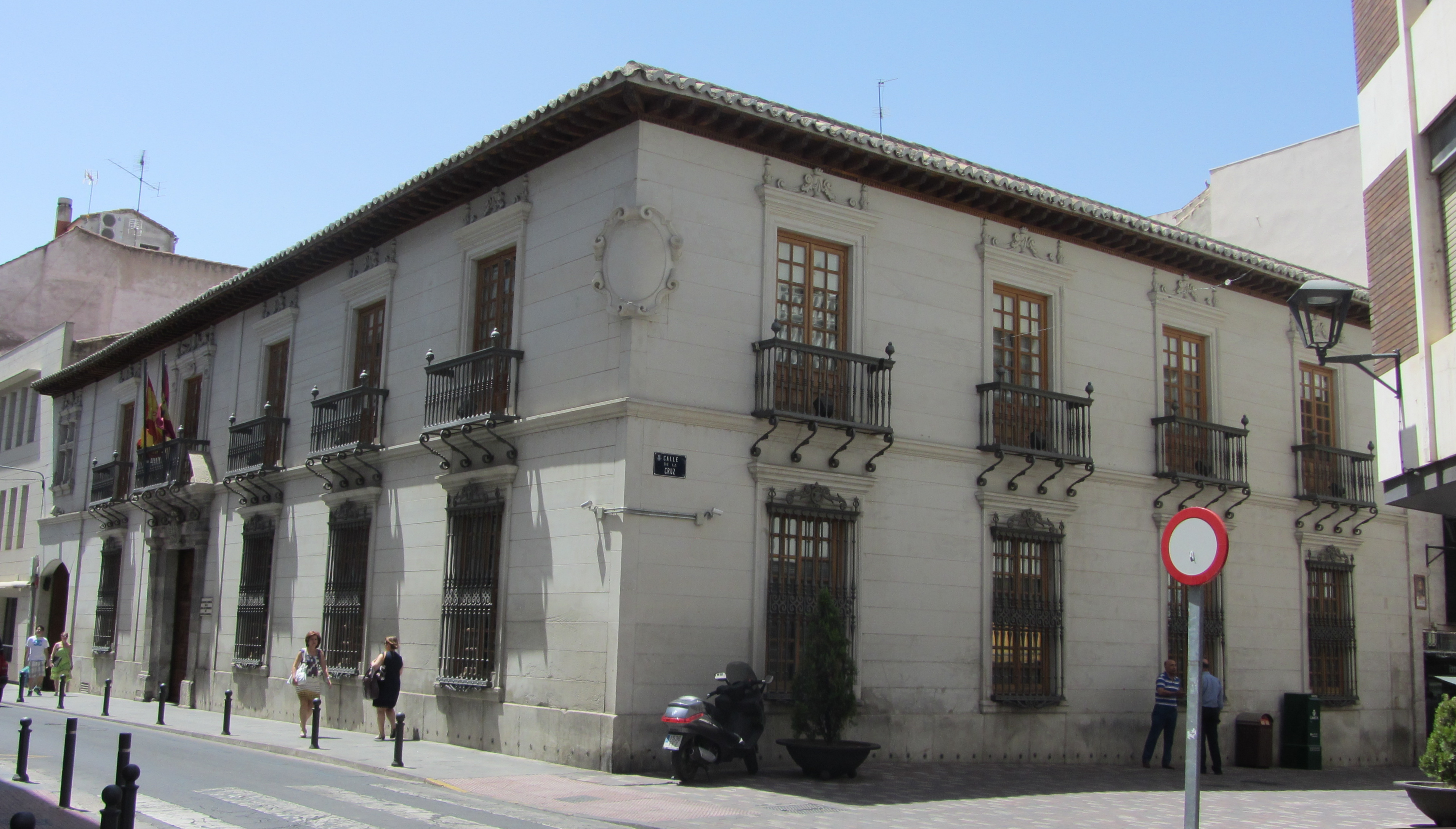
Palacio de Medrano en Ciudad Real.

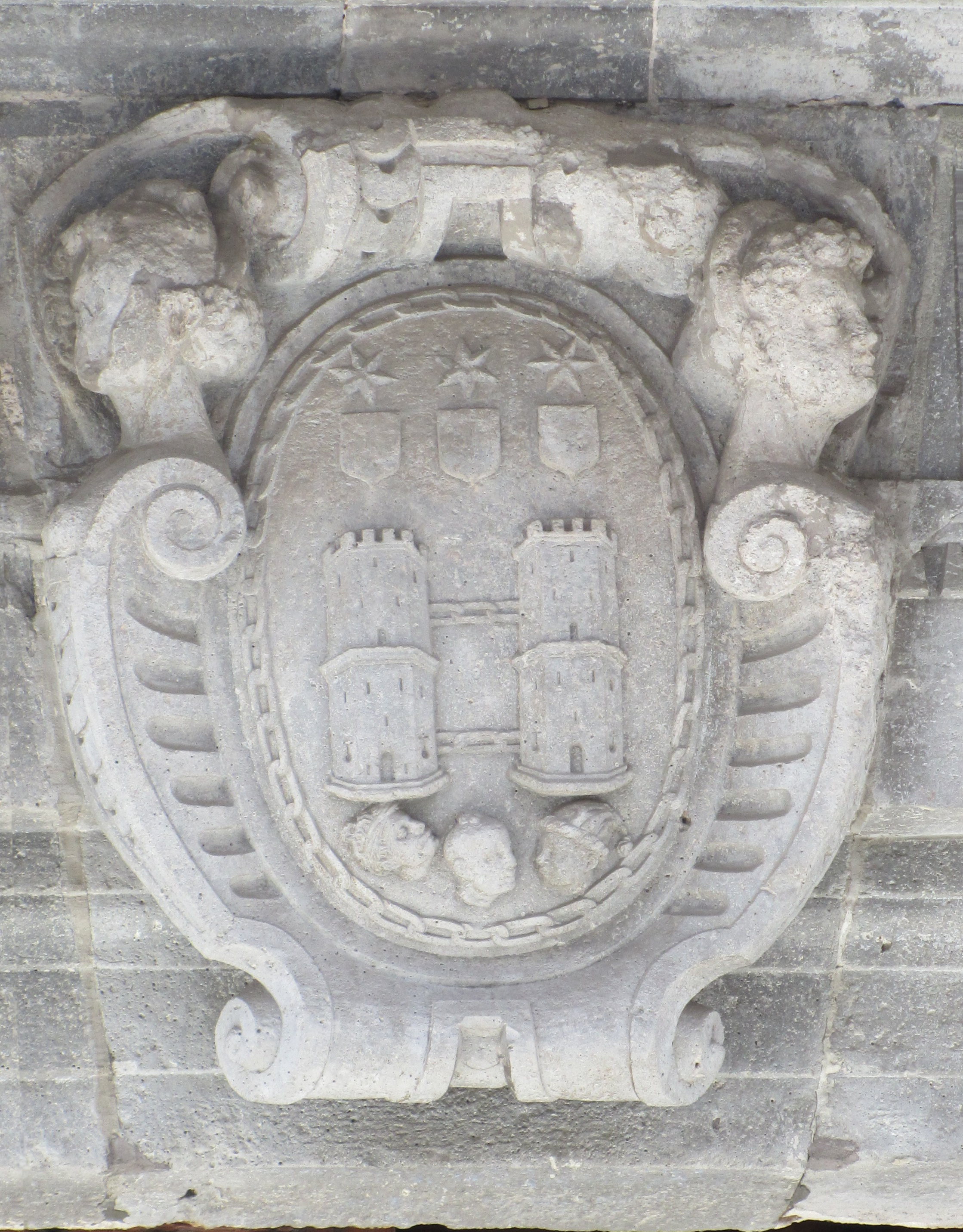
Escudo de armas de los Treviño

Era hijo de José de Medrano y Monroy, nacido en Almagro en 1748 y Pariente Mayor de su Casa. La familia Medrano había venido, a últimos del siglo XV, a ocupar la Alcaldía de Arenas de San Juan, desde sus tierras sorianas donde eran Señores de San Gregorio. En 1626 pasaron a Almagro por el matrimonio con la heredera de las Casas de Zúñiga y Oviedo, motivo por el que añaden a la cruz hueca flordelisada de su viejo escudo la banda de los Zúñigas. En Almagro permaneció la familia hasta que José (padre de Diego), se traslada a Ciudad Real por su matrimonio con Isabel Treviño y Treviño, Señora de Valdarachas y dueña de la «casa de las cabezas» de esta ciudad, y que era así conocida por las tres cabezas de moro, del escudo de los Treviño, que se puede contemplar en nuestros días en la calle de la Paloma.
José, el padre de Diego, fue coronel del Regimiento Provincial de Milicias; y el padre de éste (abuelo de Diego), Francisco de Medrano y León, había sido también coronel, además de que en los documentos familiares se habla de cuatro hermanos más de Diego, que sirvieron en el Ejército contra los franceses, con la figura de José, que soportó heroicamente el sitio de Gerona y también escribió un libro sobre el mismo. Con todos estos antecedentes familiares, Diego también fue militar durante toda la Guerra de la Independencia. Su hoja de servicios militares (Archivo Histórico Militar de Segovia), se inicia el 1 de septiembre de 1808, como cadete, terminando en 1819 con el grado de teniente coronel del Real Cuerpo de Artillería.

### La Guerra de la Independencia
Durante todo el año de 1808, Diego estuvo en tierras de Ciudad Real y de Cuenca con su regimiento, hasta el 11 de mayo de 1809, en que embarcó de subteniente en Cartagena, camino de Cádiz, en donde fue nombrado Ayudante de Campo de la División del Ejército del Centro, hallándose en la batalla de Ocaña y en la de Villa Manrique. En 1810 está en el ataque de Sierra Morena; luego en la ciudad de Niebla y en la defensa de Moguer. En 1811, el 5 de marzo, en la batalla de Chiclana y en los campos de Torre Bermeja, donde asciende a capitán. Pasando a formar parte del Ejército de Reserva de Andalucía, al que es destinado el 1 de noviembre de 1812. Con este Ejército, que recorre España entera de sur a norte, se distingue en la toma del castillo de Pancorbo, en Burgos, y en el bloqueo de Pamplona, así como en la defensa de Villava, donde mereció los elogios del General en Jefe. Asiste con sus baterías a la derrota del famoso general francés Soult, que obligó a los franceses a pasar el Bidasoa. Más tarde pasa de ayudante al Estado Mayor del Duque de Ciudad Rodrigo, con el que ocupa el Rosellón hasta su regreso a España y terminación de la campaña.

### Del Trienio Liberal (1820-1823) al exilio interior
Como tantos otros españoles de su época, del ejército Diego Medrano pasó a la política, siendo diputado a Cortes por la provincia de La Mancha entre 1820 y 1822; y llegando a Ministro de la Gobernación en 1822, con el primer ministerio de Francisco Martínez de la Rosa, en cuyo cargo sustituye a Moscoso. También senador por la provincia de Castellón y Jaén, entre 1822 y 1823. Tenía treinta y nueve años.
Pero a finales de 1823, con la caída del Régimen liberal, en aquella época de tantas inestabilidades y revueltas políticas, Diego, en plena época de exaltación romántica y como ardiente defensor de sus ideas liberales con las armas en la mano, a riesgo de su vida, se enfrentó a las tropas reales de los Cien Mil Hijos de San Luis de ese mismo año; lo que no evitaría convertirse en un militar deshonrado y condenado al ostracismo, pero también al exilio interior durante la Década absolutista (1823-1833).
Regresa pues a su ciudad natal bastante desilusionado, si bien durante esta década la dedica a la reflexión política, técnica y socioconómica. En este periodo se dedica a organizar y ordenar los papeles de su viejo archivo familiar, redacta varios libros monográficos sobre aspectos geográficos, técnicos y socioeconómicos de su tierra (publicados más tarde); y se dedica a su hacienda particular, diseñando varios árboles genealógicos de su propia familia. Pero principalmente, reflexionará sobre sus convicciones y proyectos políticos futuros, a los que piensa aplicar en una mejor ocasión, para poder sacar a aquella sociedad española del subdesarrollo y de la decadencia sociopolítica.

## Plenitud de su carrera
Sus deseos llegaron en 1834, a la muerte de rey Fernando VII; regresando de nuevo a la política como procurador en Cortes por Ciudad Real (una vez extinta la provincia de La Mancha), junto a sus paisanos, José Vicente Baillo, Rafael Cavanillas, Ramón Giraldo y el Marqués de Monte Nuevo. Al año siguiente, sería nombrado Vicepresidente del Estamento de Próceres. En total, fue diputado de 1834 a 1836 y luego en 1840.
De esta época hay una semblanza de Diego publicada por Fermín Caballero, (en la obra:Galería de los Procuradores de las Cortes de 1834 a 1836, edición Madrid 1836). En su página 10, se refiere a la dureza que caracterizaba a aquella época política:
«Este manchego desmiente la Mancha, porque guarda su puesto sin ser linchado y es sobradamente ladino para encubrir el estambre. Es orador lunático, que unas veces habla mal y otras medianamente. Su constancia en apadrinar a los del Banco Azul le metió de patitas en él sin saber leer ni escribir; y aunque duró poco en la poltrona cayó en colchón de pluma, cogiendo el beneficio simple del Consejo Real, por lo que no debe pesarle su política de mañitas. Es pequeño, aseado en el traje, modoso y remirado en acciones y palabras. Obra como militar y político experimentado en lides y como quien ha vegetado los diez años en el rincón de Ciudad Real a salto de mata y brujuleando su soltería. Siendo Vicepresidente (del Estamento de Próceres) se condujo con imparcialidad; puso a los Procuradores a toque de campana gruesa y si se descuidan los Diputados los pone también a lista».
Era, efectivamente, pequeño de cuerpo y aseado en el traje, educado y fino en sus maneras y muy amante de su familia, con la que mantuvo siempre estrechas relaciones y a la que ayudó y aconsejó en sus problemas, como lo prueban sus cartas, que aún se conservan, sobre asuntos familiares,
Diego Medrano y Treviño murió soltero en Ciudad Real, el 2 de julio de 1853 (libro 18, folio 21, del Archivo de la Merced). Falleció de un ataque cerebral a los sesenta y ocho años de edad, asistiendo a su entierro las tres parroquias de su ciudad, recibiendo cristiana sepultura al día siguiente en el mismo cementerio que existe hoy en la capital del Guadiana; donde permanece el panteón familiar. Hizo testamento, bajo el Fuero Militar, en la Capitanía General de Madrid, el 1 de diciembre de 1826, nombrando herederos universales a sus hermanos Francisco y Lorenzo.

## El Proyecto Medrano: La creación de las Cajas de Ahorros de España

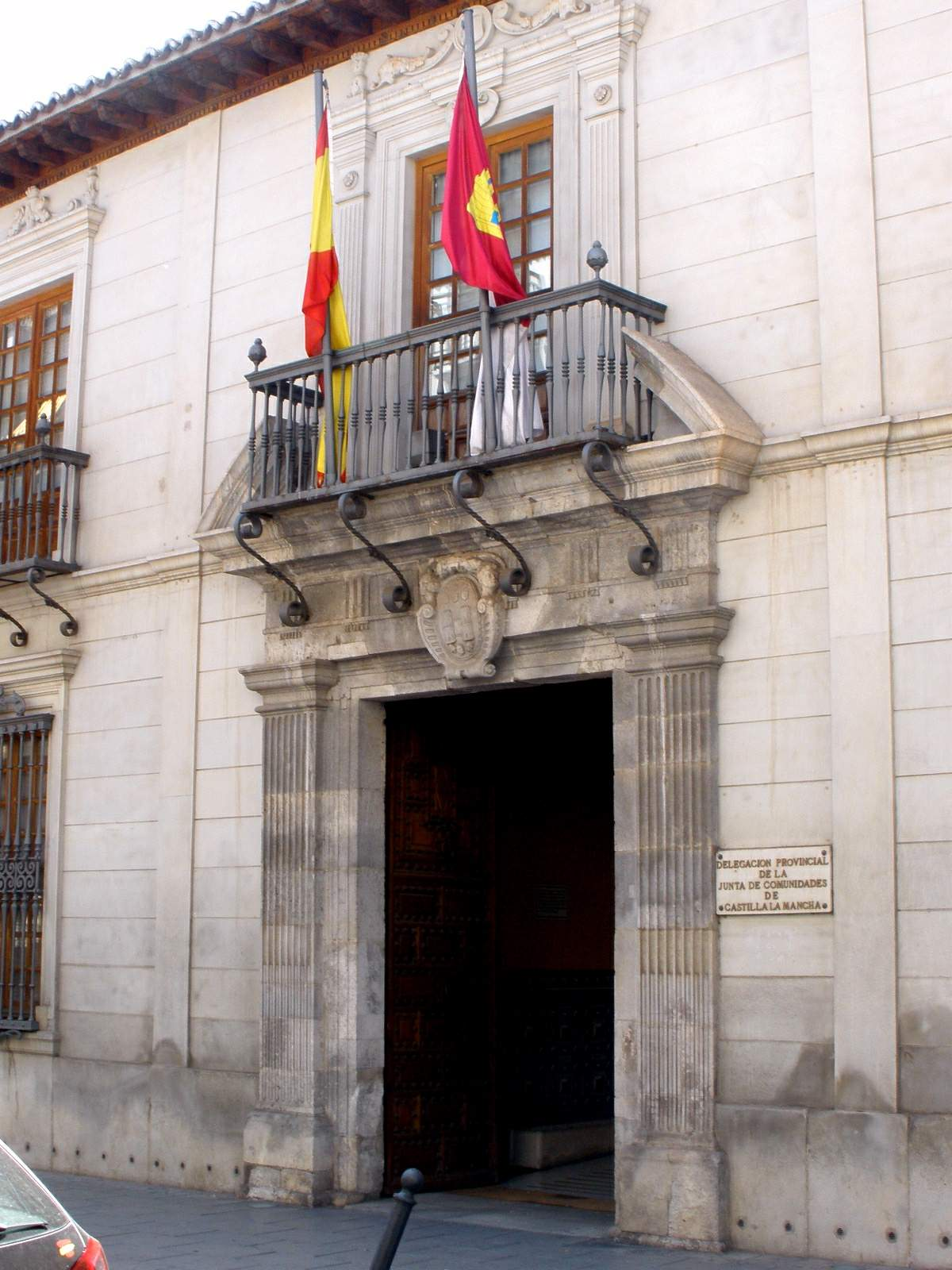
Palacio de Medrano situado en la calle Paloma, nº 9, en Ciudad Real (España). Edificio de estilo neorrenacentista, levantado en el sobre el palacio del Marqués de Treviño. También conocido como «casa de las cabezas», por las tres cabezas de moro del escudo nobiliario de los Treviño, que destaca en su portada del. Tiene un elegante patio columnado. Hoy acoge la Delegación de la Junta de Comunidades de Castilla-La Mancha

Siendo Ministro de Interior, en 1835, Medrano firmó la primera disposición española sobre Cajas de Ahorros (Real Orden de 3 de abril de      1835), erigiéndose la primera en Madrid, en 1838. La finalidad de las Cajas era diferente a la de los Montes de Piedad, más como casas de empeño (protegidos por la curia católica), y que ya existían en la villa de Madrid desde 1702. Las Cajas de Ahorros, en cambio, eran de origen liberal y mercantil (ideal protestante), pero que se fusionarían definitivamente con los Montes de Piedad en 1869.
A la muerte de Fernando VII, en 1833, Diego Medrano había vuelto a ser persona importante cuando los liberales moderados se hicieron cargo del Gobierno, y alcanzaron de nuevo sus altos cargos políticos. Entonces Medrano se relaciona con importantes ministros constitucionalistas, entre ellos Javier de Burgos.
Diego de Medrano siempre fue una personalidad muy preocupada por los graves problemas económicos y financieros de aquella complicada época española. Por lo que fue el promotor y fundador de las primeras Sociedades Económicas de Amigos del País (creador, en 1834, de la SEAP de Ciudad Real), poco antes de redactar y firmar la Real Orden sobre Cajas de Ahorros. Esto lo había ideado, posiblemente, él mismo, teniendo seguramente como antecedentes, los experimentos socioeconómicos de este tipo que, por aquellas fechas, se presentaban con las recién creadas Cajas de Ahorros inglesas de principios del siglo XIX.
La creación de las Cajas de Ahorros que propugnaba la Real Orden de 1835 fue consecuencia de los ejemplos ya existentes en el Reino Unido, bien conocidos por los liberales españoles de la Regencia de María Cristina. Pero también, y muy especialmente, del impulso personal y decisivo de su Ministro de Interior Diego Medrano y Treviño. A él le correspondió la responsabilidad política de ordenar que se pusiera en marcha uno de los procesos que más honda y positivamente han influido en el sistema financiero español a lo largo de casi los dos últimos siglos.
La firma de la Real Orden de 3 de abril de 1835 no fue, pues, un producto casual del hecho de ocupar en aquel momento Medrano el Ministerio de Interior, sino consecuencia de sus reflexiones en los largos años de forzada inactividad política; así como de su experiencia como gobernador civil de Ciudad Real, y de sus contactos con las Sociedades Económicas de Amigos del País.
Los objetivos fundamentales del proyecto socioeconómico de Medrano, se basaba en los siguientes puntos:
1. Las Cajas deberían crearse para fomentar el espíritu de ahorro en las clases populares.
2. Que el ahorro y las Cajas deberían integrar al hombre en la sociedad evitando su exclusión o marginación.
3. Que las Cajas deberían combatir la usura, compitiendo duramente con quienes la practicasen.
4. Que los recursos captados se deberían destinar a inversiones en el ámbito privado y solo en tareas públicas cuando “fuesen los fondos públicos el asilo seguro y ventajoso de los ahorros del pobre” .
5. Que la administración de esos recursos debería hacerse por personas dotadas del espíritu de filantropía; que fuesen capaces de “obtener un rédito proporcionado” y que atendiesen, además, a la seguridad de los depósitos recibidos.

Para este último punto, el “espíritu filantrópico” era difícilmente comprensible fuera de los modelos que imponían las Sociedades Económicas de Amigos del País; de dudoso cometido inicial (Francmasonería), pero con unos claros objetivos fundacionales a partir de la creación de estas Cajas de Ahorro; ya que los primeros protectores-instructores (inversionistas) en dichas entidades, sin duda que serían muchos de aquellos filántropos pertenecientes a aquellas extrañas Sociedades Económicas recién creadas.
Pero pese al tiempo transcurrido y a los confusos prolegómenos de aquel proyecto, así como a las enormes diferencias que nos separan de aquella complicada época, los objetivos actuales de las Cajas de Ahorro siguen teniendo la misma vigencia que entonces.

## Obras

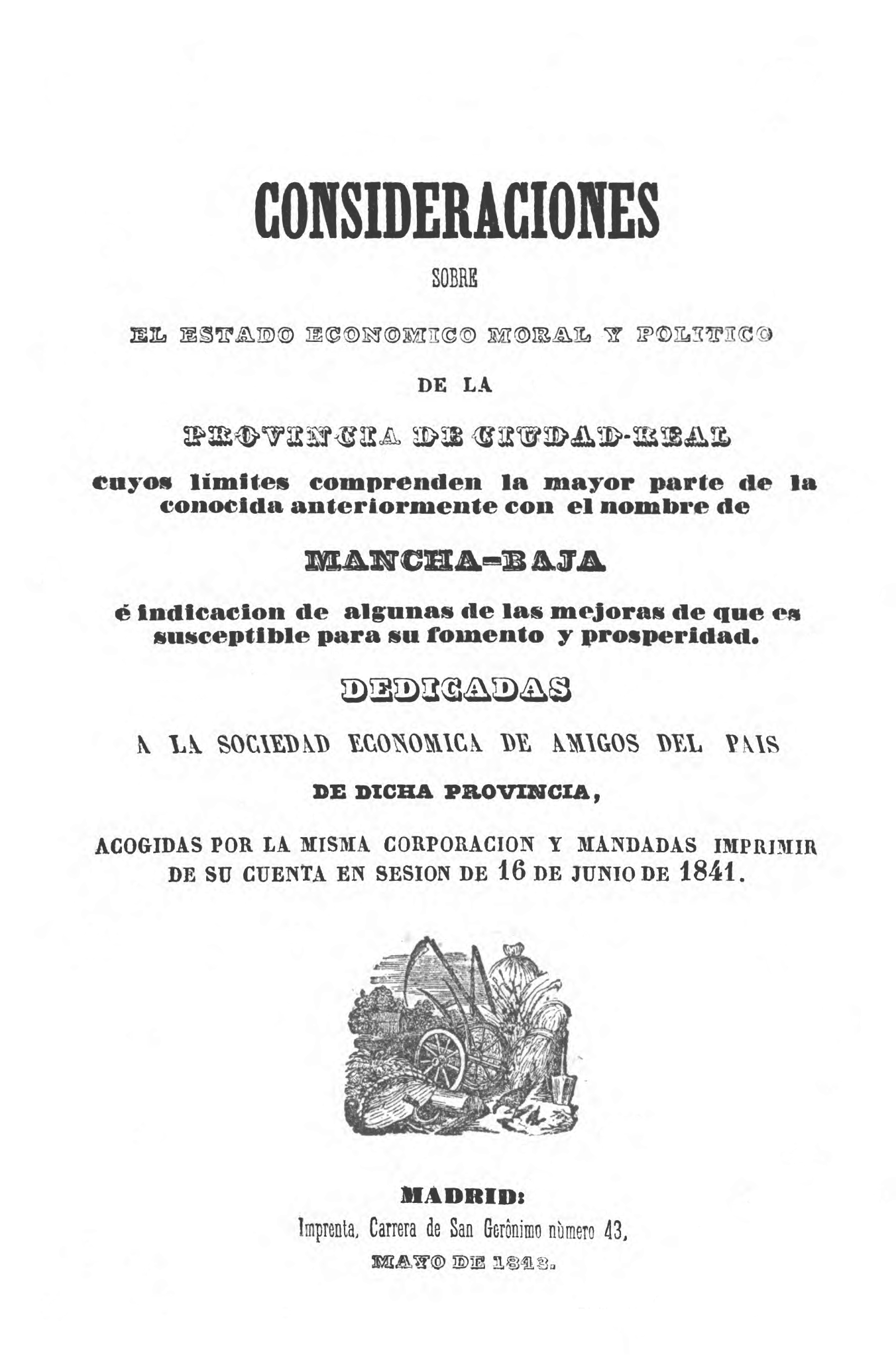
Portada original del libro "Consideraciones sobre el estado económico, moral y político de la provincia de Ciudad Real" (1843).

Diego Medrano redactó algunas de sus monografías más especializadas, que a modo de ensayo, describía también las peculiaridades económicas, técnicas y morales de Ciudad Real, que dedicaría a la Sociedad Económica de Amigos del País de esa provincia (edición del 30 de abril de 1841)
- Consideraciones sobre el estado económico, moral y político de la provincia de Ciudad Real. Madrid: Imp. Carrera de San Gerónimo; 1843.

En esta obra, se reflejan las carencias y necesidades de su comarca, y por extensión la de un país entero, ávido de urgentes planes y proyectos de innovación y desarrollo, en referencia a: minería, agricultura, aguas termales, aguas superficiales, pozos, lagunas, ríos, sequías, educación, energía, comunicaciones, etc. Que sin ser un manual de soluciones perfectas, venía a ser un vademécum de problemas técnicos precisos e históricos pendientes. Lo que era indicativo, no sólo del buen conocimiento que tenía Diego de su sociedad, sino también de su buen y eminente conocimiento de los avances científicos y técnicos de su tiempo.
- Prolegómenon, 1825, manuscrito.
- Libro Becerro que contiene los mayorazgos, vínculos, patronatos, memorias, capellanía y derechos pertenecientes a la familia de Medrano y Treviño en esta ciudad de Ciudad Real, Almagro, Yllescas, Arenas, Oropesa, Ávila, San Esteban de los Patos, Membrilla y otros pueblos con expresión de las fincas que componen cada fundación y cargas a que respectivamente está sujeta. 1825, manuscrito.